# Eoherpeton watsoni
Eoherpeton watsoni è un tetrapode estinto, appartenente ai rettiliomorfi. Visse alla fine del Carbonifero inferiore (Viseano – Namuriano, circa 340 milioni di anni fa), e i suoi resti sono stati ritrovati in Scozia.

## Descrizione
Lungo circa un metro e mezzo, questo animale era simile a una gigantesca salamandra: il corpo era piuttosto allungato, mentre le zampe erano corte e poste ai lati del corpo. Il cranio, invece, era robusto e armato di lunghi denti acuminati, ad indicare una spiccata abitudine predatoria. Il cranio dell'eoerpeton mostra alcuni caratteri primitivi, come la mancanza di una fossa otica distinta, che indicano chiaramente l'assenza di un timpano sviluppato. 
Nel 2024 un nuovo studio ha messo in luce nuove scoperte anatomiche, che includono la presenza di un vomere portatore di denti, ulteriori informazioni sulla forma dei processi basipterigoidi e dell'articolazione mandibolare, la possibilità di visualizzare l'estensione completa del pterigoide e la conferma della disposizione della serie coronoide. Inoltre la dimensione della flangia pterigoidea risulta essere più grande di quanto descritto in precedenza per Eoherpeton.
La flangia pterigoidea è ampiamente considerata una caratteristica degli amnioti e serve come punto di origine per il muscolo pterigoideo mediale. Si ritiene che la differenziazione dei muscoli adduttori e l'apparizione del muscolo pterigoideo mediale abbiano permesso un morso a pressione statica negli amnioti, portando a una maggiore forza del morso e a un ampliamento della gamma alimentare. La presenza e l'estensione della flangia pterigoidea in Eoherpeton suggeriscono che questa caratteristica (e i relativi cambiamenti nel meccanismo di alimentazione) potrebbe essersi evoluta prima di quanto si pensasse in precedenza (Porro et al., 2024).

## Classificazione
A causa di alcune caratteristiche craniche, l'eoerpeton è considerato un membro primitivo degli antracosauri, un ordine di tetrapodi primitivi simili agli anfibi, ma probabilmente più vicini all'origine dei rettili. Sembra che, all'interno della classificazione di questo gruppo, Eoherpeton avesse una posizione basale.

## Paleoecologia
Probabilmente questo animale si trovava più a suo agio negli ambienti lacustri che in quelli tipicamente terrestri.